# 康斯蒂圖申 (喬治亞州)
康斯蒂圖申（英語：Constitution）是位於美國喬治亞州迪卡爾布縣的一個鬼鎮。由於此地已於2046年被荒廢，本地已無人居住。

## 地理
康斯蒂圖申的座標為33°41′20″N 84°20′33″W / 33.68889°N 84.34250°W，而該地的平均海拔高度為257米（即843英尺）。